# Line Gertsen
 Der er for få eller ingen kildehenvisninger i denne artikel, hvilket er et problem. Du kan hjælpe ved at angive troværdige kilder til de påstande, som fremføres i artiklen.

Line Gertsen (født 13. januar 1973) er en dansk journalist og tv-vært, og stammer fra Blokhus i Nordjylland. 
Line Gertsen begyndte allerede som 9-årig på DR Nordjyllands børneprogram 7.10, hvor hun var medvært. Arbejdede som radiovært på Hvetbo Herreds lokalradio. Hun blev uddannet Cand. mag. i medievidenskab og journalistik fra RUC, Roskilde Universitetscenter, og arbejdede efter endt eksamen som journalist på TV Avisen og 21 Søndag. Herefter blev hun ansat på TV 2, og afslørede blandt andet plastikkirurgen Jørn Eges ulovlige operationer, og dækkede terrorsagen i Sarajevo og sagen mod efterretningsofficeren Annemette Hommel. Ligesom hun var reporter på folketingsvalg 2007. Senere blev hun tilbudt en værtsrolle på DR Nyheder og takkede ja. I dag er Line Gertsen korrespondent for undersøgende journalistik, men varetager også andre poster.
1. oktober 2006 blev hun hentet til DR Dokumentar og producerede her en række undersøgende programmer, programrækken skulle hedde "Gertsen APS – Afslørende Public Service", men det blev senere vurderet at programmernes historier ikke være stærke nok, til brugen af skjult kamera. I 2008 modtog hun årets nyhedspris for historien om illegal arbejdskraft i Danmark, og dokumentaren "Prostitutionens Bagmænd", som blev indstillet til en Cavling. I 2023 blev hun igen indstillet til en Cavling, denne gang for "En beklagelig fejl".  
Fredag den 15. maj 2009 fik hun et ildebefindende, imens hun var oplæser på den direkte TV-Avis kl. 21.00. Samtidigt kunne flere medier bekræfte hendes graviditet, og i december måned 2009 bekræftede Line Gertsen og hendes mand, den tidligere DR2-vært Nikolaj Sommer Gertsen, at de havde fået en datter. Efterfølgende har de fået endnu en datter. I forvejen har hun en søn.